# 즐린구

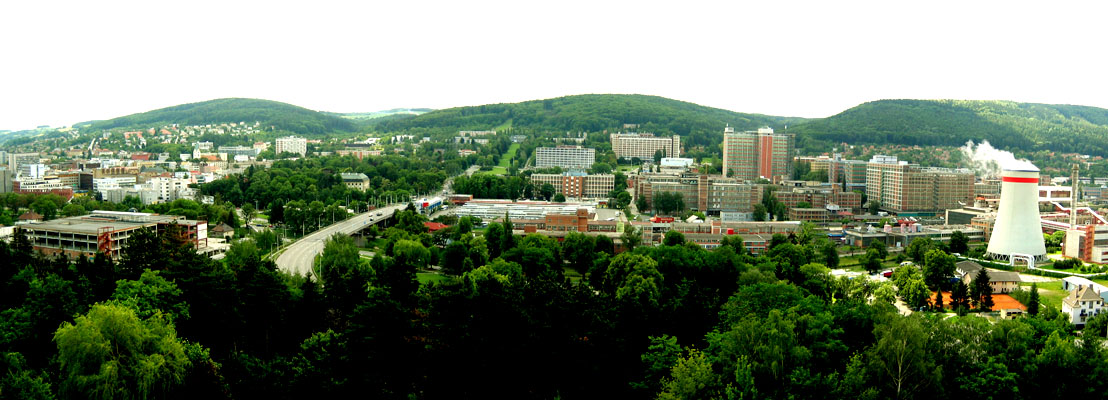
즐린구의 행정 중심지인 즐린

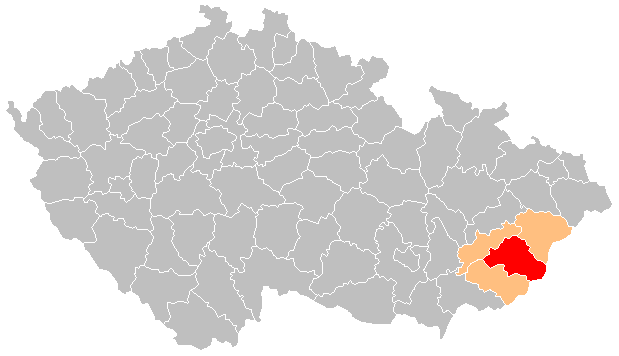
즐린구의 위치

즐린구(체코어: Okres Zlín)는 체코 즐린주를 구성하는 4개 구 가운데 하나로 행정 중심지는 즐린이며 면적은 1,033.59km2, 인구는 191,711명(2019년 1월 1일 기준), 인구 밀도는 190명/km2이다.
즐린주 중부에 위치하며 91개 지방 자치체(11개 시, 80개 마을)를 관할한다. 즐린주 브세틴구, 크로메르지시구, 우헤르스케흐라디슈테구와 접하며 남동쪽으로는 슬로바키아와 국경을 접한다.